# Comet-assay
Comet-assay en single-cell gel electrophoresis assay (SCGE) zijn Engelse termen voor een eenvoudige en gevoelige techniek om schade aan het DNA op te sporen in individuele eukaryotische cellen.
De techniek werd in 1984 ontwikkeld door Östling en Johansson en in 1988 verbeterd door Singh et al. Sindsdien is deze test een standaardtechniek geworden voor het beoordelen van de schade aan en de reparatie van DNA, die wordt gebruikt bij biomonitoring en het testen van gentoxiciteit.
De testopzet bestaat uit het inkapselen van cellen in een agaragargel met een laag smeltpunt, het vervolgens kapotmaken van de celmembraan onder neutrale of alkalische (pH > 13) omstandigheden en elektroforese van de gesuspendeerde lichtende cellen. Het geheel wordt onder de fluoriscentiemicroscoop bekeken, en het aandeel en de lengte van de ontstane fragmenten wordt met het oog geschat of met behulp van software bepaald.
De term "comet", Engels voor "komeet", verwijst naar het patroon dat ontstaat in de elektroforesegel, dat vaak lijkt op een komeet.